# Joachim Stroink
Joachim Stroink (né le 24 avril 1972 à Montréal) est un homme politique (néo-écossais) canadien. Membre du Parti libéral, il a été élu député de la circonscription de Halifax Chebucto (en) à l'Assemblée législative de la Nouvelle-Écosse lors de l'élection provinciale du mardi 8 octobre 2013. En 2017, il a été défait par le chef du Nouveau Parti démocratique, Gary Burrill.
En décembre 2013, Joachim Stroink, qui est d'ascendance néerlandaise, a été au centre d'une controverse après avoir été photographié avec quelqu'un en blackface déguisé en Père Fouettard (Zwarte Piet) lors d'une fête de Noël de style néerlandais,.